# Ctenomys dorbignyi
Ctenomys dorbignyi is een zoogdier uit de familie van de kamratten (Ctenomyidae). De wetenschappelijke naam van de soort werd voor het eerst geldig gepubliceerd door Contreras & Contreras in 1984.

## Voorkomen
De soort komt voor in Argentinië.